# 서울오곡초등학교
서울오곡초등학교는 대한민국 서울특별시 강서구 오곡동에 있었던 초등학교이다.

## 연혁
- 1972년 8월 28일 : 서울오곡국민학교 개교
- 1996년 3월 1일 : 서울오곡초등학교로 개칭
- 1999년 2월 28일 : 폐교

## 폐교 이후
폐교 이후, 서울오곡초등학교 교사는 한때 영구아트무비에서 이용한 적이 있다.